# 淡拉格

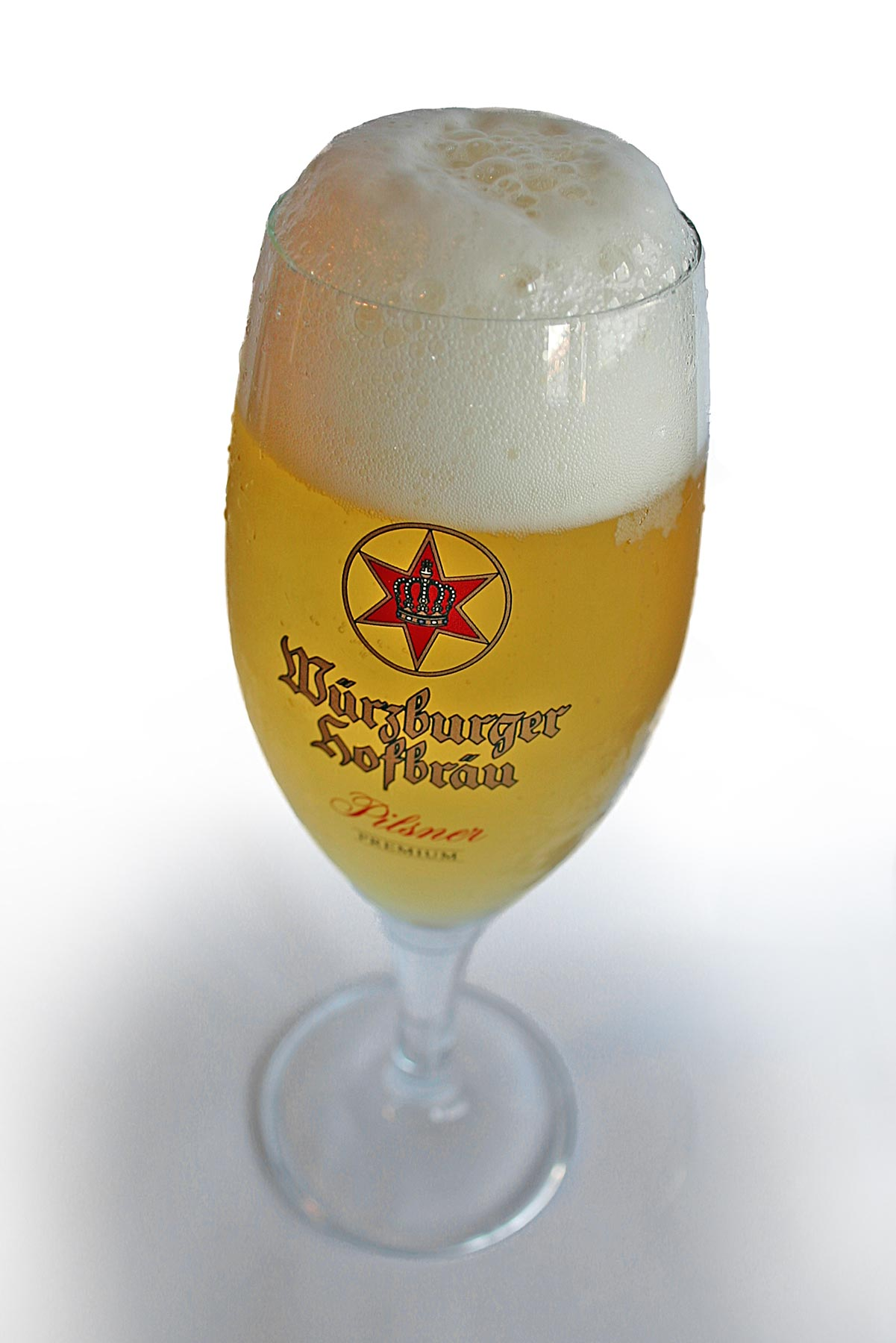
一杯典型的淡拉格 - Würzburger Hofbräu

淡拉格（英語：Pale lager）又稱淡色拉格，拉格啤酒的一種，採用桶底發酵，其顏色較淡，呈現接近透明的金黃色。
它出現於19世紀，巴伐利亞釀酒師嘉伯瑞·塞德麥爾（Gabriel Sedlmayr）將淡愛爾的技術帶回德國斯帕登釀酒廠（Spaten-Franziskaner-Bräu），改用他們原有的窖藏做法，研發而成。這種作法很快傳播出去，其中最著名的是巴伐利亞的Josef Groll，他釀出了皮爾森歐克，形成日後的比尔森啤酒。